# Ksenia Ilchenko
Ksenia Aleksandrovna Ilchenko (em russo:Ксения Александровна Ильченко) (Ecaterimburgo,31 de outubro de 1994) é uma jogadora de voleibol russa que desempenha a função de ponteira. Atualmente defende as cores do clube de sua cidade natal o Uralochka-NTMK Yekaterinburg treinado pelo lendário Nikolay Karpol. No ano de 2015 conquistou a medalha de ouro no Campeonato Europeu e a medalha de prata do Grand Prix. Ilchenko é filha da também jogadora de vôlei Irina Smirnova, campeã olímpica em 1988 pela União Soviética.
É tida como uma jogadora completa (que pode atuar em qualquer posição) e muito habilidosa e, por essas características que é considerada a substituta na seleção russa de Lioubov Sokolova, uma das melhores e mais completas jogadoras de todos os tempos.

## Clubes
| Clube            | De        | A         |
| ---------------- | --------- | --------- |
| Uralochka-NTMK 2 | 2008-2009 | 2011-2012 |
| Uralochka-NTMK   | 2012-2013 | ...       |

## Prêmios Individuais
- Superliga Russa de Voleibol Feminino de 2019/20 - Maior Pontuadora
- Superliga Russa de Voleibol Feminino de 2018/19 - Maior Pontuadora
- Superliga Russa de Voleibol Feminino de 2016/17 - Maior Pontuadora
- Campeonato Europeu de Voleibol Sub-20 de 2012 - Melhor Saque